# Fredeluga de Java
La fredeluga de Java (Vanellus macropterus) és una espècie d'ocell de la família dels caràdrids (Charadriidae) que habita (o habitava) aiguamolls i praderies humides de Java.